# Тривиляно
Тривиля̀но (на италиански: Trivigliano) е село и община в Централна Италия, провинция Фрозиноне, регион Лацио. Разположено е на 780 m надморска височина. Населението на общината е 1743 души (към 2010 г.).